# Гробница Сулеймана Шаха
Гробница Сулеймана Шаха (тур. Süleyman Şah Türbesi) — мемориальный комплекс без опознавательных надписей.  По легенде в нём содержатся останки Сулеймана Шаха, долгое время считавшегося дедом Османа I, основателя Османской империи. 
Считается, что Сулейман Шах утонул в реке Евфрат (на территории современной Сирии). В соответствии с договором, подписанным в Лозанне, могила после распада Османской империи находится в собственности Турции.
Могила изначально была расположена у замка Джабер, но затем дважды переносилась — в 1973 году после образования водохранилища Эль-Асад и в начале 2015 года из-за гражданской войны в Сирии. Турция эвакуировала своих военнослужащих, защищавших гробницу, а также артефакты мавзолея через несколько дней после сообщения о том, что могила была осаждена боевиками Исламского государства Ирака и Леванта. В результате операции «Шах Евфрат» были эвакуированы 100 военнослужащих, один погиб в результате несчастного случая. Турецкое правительство заявило, что перенесение могилы является временным, и оно не предполагает какого-либо изменения в состоянии могилы.